# 박기형 (1963년)
박기형(한국 한자: 朴基亨, 1963년 4월 21일 ~ )은 대한민국의 전 축구 선수이며, 포지션은 미드필더였다.